# Airlines for Europe
Airlines for Europe (A4E) ist eine Lobbyorganisation europäischer Fluggesellschaften, die im Januar 2016 gegründet wurde.

## Geschichte
Airlines for Europe wurde im Januar 2016 von den fünf größten europäischen Fluggesellschaften gegründet: Air France-KLM Group, EasyJet, International Airlines Group, Lufthansa Group und Ryanair Holdings.
Im Jahr 2019 repräsentierte A4E mehr als 70 % des europäischen Flugverkehrs. Die Mitgliedsunternehmen befördern jährlich rund 720 Millionen Passagiere bei einem Gesamtumsatz von € 130 Milliarden pro Jahr.

## Mitglieder
Im Januar 2020 waren die folgenden Airline-Gruppen bzw. Airlines Mitglieder von A4E:
- Aegean Airlines
- Air Baltic
- Air France-KLM Group
- Cargolux
- EasyJet
- Finnair
- Icelandair
- IAG
- Jet2
- Lufthansa Group
- Norwegian
- Ryanair Holdings
- Smartwings
- TAP Air Portugal
- TUI Airlines
- Volotea